# 维克多·彼得连科
维克多·彼得连科（Viktor Petrenko；1969年6月27日—），前烏克蘭花式滑冰選手，曾代表蘇聯、獨立國家國協、烏克蘭參加國際比賽。1992年彼得连科代表獨立國家國協奪得冬季奧林匹克運動會男子單人滑冠軍，1994年他成為烏克蘭參加奧運的第一位掌旗官。彼得连科目前定居美國，擔任國際滑冰總會技術專家、從事職業巡演及教練工作。

## 早年生活
維克多·彼得連科生於蘇聯治下烏克蘭蘇維埃社會主義共和國的敖得薩，是兩個小孩之中的老大，他的母親塔瑪拉跟父親瓦賽爾（Tamara and Vasyl Petrenko）都是工程師。他的弟弟弗拉基米爾·彼得連科 也是花式滑冰運動員，曾獲得1986年世界青少年錦標賽冠軍。彼得連科一家的母語是烏克蘭俄語，這是當時蘇聯境內跨族群的溝通語言。後來維克多·彼得連科在俄語學校念書，並選擇英語為第一外語，因為家裡和學校都學不到烏克蘭語，他一直無法流暢地說烏克蘭語。
彼得連科小時候常常生病，醫生建議他父母讓他運動以增強他的力氣和耐力。於是父母就帶著五歲的彼得連科到當地冰場，教他滑冰。九歲時，彼得連科的天賦被烏克蘭花樣滑冰教練嘉琳娜·茲米夫斯卡婭發掘——她收他為徒，帶他進當地的斯巴達克俱樂部練習。

## 選手生涯
彼得連科曾代表蘇聯參賽，奪得1984年世界青少年錦標賽冠軍，並於1988年冬季奧運會得到銅牌，1990及1991年又接連在歐州錦標賽稱冠。1991年12月蘇聯解體後，前蘇聯運動員組成聯隊參加1992年冬季奧林匹克運動會 ，彼得連科也在其中，他的自由滑被九名評審中的七位評為第一，列於美國選手保羅·懷利之前，最後他奪得金牌，是第一位得奧運金牌的前蘇聯花式滑冰運動員。一個月後，他參加1992年世錦賽，在自由滑項目得到兩個6.0滿分，並且被九名評審評為第一名，榮登冠軍。
得到奧運與世錦賽冠軍後，彼得連科轉為職業，並搬到美國拉斯維加斯。當國際滑冰總會改變規則，准許職業花式滑冰運動員於1993年回歸競技賽事，他搬回烏克蘭敖德薩，開始準備下一屆奧運。1994年1月，他頭一回代表甫獨立的烏克蘭參賽，得到個人第三面歐錦賽金牌，接著他再度代表祖國參加1994 年冬季奧運，與1988年奧運冠軍布萊恩·博伊塔諾與四屆世錦賽冠軍科特·布朗寧同場競技。彼得連科在短節目中三周半跳落冰翻身、勾手三周跳存周，因此只位列第九名，博伊塔諾與布朗寧則分別位居八與十二名。雖然短節目失誤，彼得連科在自由滑表現突出，最終總成績達到第四名。

## 教練與表演事業
1992年，彼得連科說服其教練茲米夫斯卡婭收十四歲的烏克蘭孤兒奥克薩娜·巴尤爾為徒，並擔任她的監護人，彼得連科還幫巴尤爾支付所有費用。在他們的指導下，巴尤爾贏得了1993年世錦賽與1994年冬季奧運會冠軍。
1992年6月15日，彼得連科與茲米夫斯卡婭的長女妮娜·米爾肯（Nina Milken）結婚。1997年7月21日，兩人的女兒維多利亞（Victoria）誕生。在1994年冬季奧運會之後，彼得連科與妻子、岳母、弟弟弗拉基米爾及徒弟巴尤爾一同離開烏克蘭，搬到美國康乃狄克州辛斯伯利。彼得連科與巴尤爾受邀到辛斯伯利訓練，而且他與茲米夫斯卡婭加入了新開設的康乃狄克國際滑冰中心教練行列。
2001年3月，彼得連科在辛斯伯利籌辦「為童爭勝」（Viktory for Kids）滑冰秀，邀集來自國際花式滑冰界的名人朋友表演，為數以千計、自1986年車諾比核事故以來一直曝露在高輻射之下的烏克蘭孩童募款。這場慈善表演共募得了十萬八千美金，稍後提供先進設備及醫療技術的「維克多彼得連科新生兒重症加護病房」於敖德薩成立。2003年10月，彼得連科籌辦了第二場「為童爭勝」表演。這次表演的地點是丹伯里，除了彼得連科本人，表演者還包括葉卡捷琳娜·戈蒂耶娃（帶著她的女兒，同時也是彼得連科的教女達莉亞·格林科娃）、伊利亞·庫里克、葉甫根尼·普魯申科、布萊恩·博伊塔諾、奧克薩娜·卡扎科娃與阿尔图尔·德米特里耶夫。
2004年1月，彼得連科在康乃狄克州開車撞電線桿，還拒絕酒測，因而被捕。後來他完成了酒駕教育課程，不良駕駛紀錄得以消除。
彼得連科與妻子妮娜、岳母茲米夫斯卡婭於2005年離開康乃狄克國際滑冰中心，搬到紐澤西州，於該州韋恩鎮的拱頂冰場（Ice Vault Arena）執教。他們自2007年夏季開始擔任美國選手約翰尼·威爾的教練，並曾在瑞士選手史蒂芬·蘭比爾於2008年因傷退役前指導他好幾個月。
作為滑冰表演者，彼得連科曾為美國公司冰上冠軍巡演過二十季，直到該公司在2007年表演季後歇業。他是烏克蘭的國際滑冰總會技術專家，並曾於2006年冬季奧林匹克運動會男子單人滑項目擔任助理技術專家。2008年6月，他被選入烏克蘭花式滑冰協會的主席團。

## 歷年節目
| 賽季      | 短節目                          | 自由滑                                                                                               | 表演                            |
| --------- | ------------------------------- | --- | ------------------------------- |
| 1993-1994 | 鬥牛士之歌（出自卡門） 比才作曲 | 善變的女人（出自弄臣） 威爾第作曲 心中的人兒（出自茶花女） 威爾第作曲                                | Baila Mi 吉普賽國王合唱團演唱   |
| 1991-1992 | 卡門 比才作曲                   | 雷蒙序曲 托馬作曲 芭蕾舞曲 領袖 馬斯內作曲 圓舞曲作品六十四第二號 蕭邦作曲 西西里晚禱序曲 威爾第作曲 | Let's Twist Again 恰比·卻克演唱 |
| 1987-1988 | 巴黎火焰 阿萨菲耶夫作曲         | 唐吉訶德 明庫斯作曲                                                                                  | 聖母頌 舒伯特作曲               |

## 賽事成績
| 國際                                                                     | 國際    | 國際    | 國際    | 國際    | 國際    | 國際    | 國際    | 國際    | 國際    | 國際    | 國際    |
| 賽事                                                                     | 1983–84 | 1984–85 | 1985–86 | 1986–87 | 1987–88 | 1988–89 | 1989–90 | 1990–91 | 1991–92 | 1992–93 | 1993–94 |
| ------------------------------------------------------------------------ | ------- | ------- | ------- | ------- | ------- | ------- | ------- | ------- | ------- | ------- | ------- |
| 冬奧                                                                     |         |         |         |         | 3rd     |         |         |         | 1st     |         | 4th     |
| 世錦賽                                                                   |         | 9th     | 5th     | 6th     | 3rd     | 6th     | 2nd     | 2nd     | 1st     |         |         |
| 歐錦賽                                                                   |         | 6th     | 4th     | 3rd     | 3rd     |         | 1st     | 1st     | 2nd     |         | 1st     |
| {{tsl\|en\|Figure skating at the Goodwill Games\|友好運動會\|友好運動會) |         |         |         |         |         |         |         | 2nd     |         |         |         |
| 美國盃                                                                   |         | 3rd     | 2nd     |         |         |         | 2nd     | 1st     |         |         | 1st     |
| 加拿大盃                                                                 |         |         |         |         | 3rd     | 2nd     |         |         |         |         |         |
| 國際盃                                                                   |         |         |         |         |         |         | 2nd     |         |         |         | 1st     |
| NHK盃                                                                    | 1st     |         | 3rd     |         |         |         | 1st     | 1st     |         |         |         |
| 莫斯科新聞盃                                                             |         | 3rd     |         |         |         |         |         |         |         |         |         |
| 聖埃維盃                                                                 |         | 2nd     |         |         |         |         |         |         |         |         |         |
| 國際（青少年）                                                           |         |         |         |         |         |         |         |         |         |         |         |
| 世青賽                                                                   | 1st     |         |         |         |         |         |         |         |         |         |         |
| 國內                                                                     |         |         |         |         |         |         |         |         |         |         |         |
| 烏錦賽                                                                   |         |         |         |         |         |         |         |         |         |         | 1st     |
| 蘇錦賽                                                                   | 3rd     |         | 2nd     | 2nd     | 2nd     |         | 2nd     | 1st     | 3rd     |         |         |

## 資料來源
1. ↑  .   [2014-02-22]. （原始内容存档于2019-12-04）.
2. 1 2   (PDF). International Skating Union. （原始内容 (pdf)存档于2008-12-09）.
3. ↑  . Ukrainian Weekly. April 8, 2001  [2014-02-22]. （原始内容存档于2019-12-04）.
4. ↑  . icenetwork.com. December 29, 2008  [2014-02-22]. （原始内容存档于2016-08-21）.
5. ↑   (PDF).   [May 12, 2008]. （原始内容 (PDF)存档于2013年5月13日）.
6. ↑   (PDF).   [May 12, 2008]. （原始内容 (PDF)存档于2011年6月3日）.
7. ↑  . BBC.   [2014-02-22]. （原始内容存档于2009-08-26）.
8. ↑  . New York Times. February 25, 1992  [2014-02-22]. （原始内容存档于2019-12-02）.
9. ↑  . New York Times. February 16, 1992  [2014-02-22]. （原始内容存档于2019-12-04）.
10. ↑  . New York Times. March 29, 1992  [2014-02-22]. （原始内容存档于2019-12-04）.
11. ↑  . New York Times. February 6, 1994  [2014-02-22]. （原始内容存档于2019-12-02）.
12. ↑  . New York Times. January 21, 1994  [2014-02-22]. （原始内容存档于2019-11-16）.
13. ↑   (PDF).   [2014-02-22]. （原始内容 (PDF)存档于2019-09-01）.
14. ↑  . New York Times. April 7, 1994  [2014-02-22]. （原始内容存档于2019-12-03）.
15. ↑  .   [2014-02-22]. （原始内容存档于2019-12-04）.
16. ↑  Rabinovitz, Jonathan. . The New York Times. February 2, 1997  [January 4, 2011]. （原始内容存档于2019-11-28）.
17. ↑  . ArtUkraine.com. （原始内容存档于2008-05-11）.
18. ↑  . CBC Sports. January 29, 2004  [2014-02-22]. （原始内容存档于2012-10-26）.
19. ↑  . ESPN. March 15, 2004  [2014-02-22]. （原始内容存档于2012-10-23）.
20. ↑  Petrenko Brings Added Prestige to Ice Vault 的存檔，存档日期2008-03-04.
21. ↑  .[永久]
22. ↑  . Edicom.ch. June 6, 2008. （原始内容存档于2008年10月10日）.
23. ↑  . IceNetwork. October 16, 2008  [2008-10-17]. （原始内容存档于2008-10-22）.
24. ↑  . Skate Today. May 8, 2007. （原始内容存档于2007年5月12日）.
25. ↑  . International Figure Skating. （原始内容存档于2008年12月16日）.
26. ↑  ISU Communication No. 1467PDF
27. ↑  .   [2007-06-12]. （原始内容存档于2007-08-14）.
28. ↑  .   [2007-06-12]. （原始内容存档于2007-04-17）.
29. ↑  .   [August 31, 2008]. （原始内容存档于2008年9月5日）.

## 外部連結
- Athlete Profile - Petrenko
- Champions on Ice （页面存档备份，存于）
- Sports Reference （页面存档备份，存于）